# Lyssomanes tapirapensis
Lyssomanes tapirapensis là một loài nhện trong họ Salticidae.
Loài này thuộc chi Lyssomanes. Lyssomanes tapirapensis được María Elena Galiano miêu tả năm 1996.